# Nina Hartley

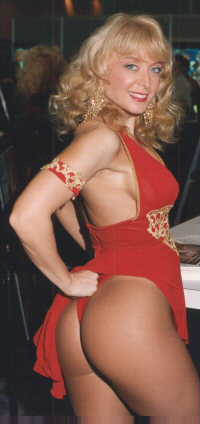

Nina Hartley (n. 11 martie 1959 în Berkeley, California, USA ca Marie Louise Hartman) este o actriță porno americană. Nina a absolvit școala de asistente medicale. Ea a debutat în anul 1984 în filmul pornografic "Educating Nina" care a fost produs de Juliet Anderson o veterană a filmelor pornografice. În carierea ei a jucat în peste 400 de filme, fiind una dintre cele mai productive actrițe din branșă. Ea a mai jucat roluri și în filme nepornografice din care unele tratau subiecte referitoare la industria filmelor pornografice ca de exemplu "Boogie Nights". Nina Hartley a apărut în diferite emisiuni televizate în care a susținut liberul acces la filmele pornografice. Ea este membră AVN Hall of Fame și XRCO, Hall of Fame. În timpul campaniei electorale din 2008 pentru alegerea președintelui SUA, Nina Hartley a jucat rolul unei lesbiene într-o secvență cu Serra Paylin (Sarah Palin).